# 19 Dywizja Pancerna (III Rzesza)
19 (Dolnosaksońska) Dywizja Pancerna (niem. 19. Panzer-Division) – niemiecka dywizja pancerna z okresu II wojny światowej.

## Historia
Sformowana rozkazem z dnia 1 listopada 1940 roku po przeformowaniu 19 Dywizji Piechoty. Początkowo stacjonowała na terenie Niemiec, wchodząc w skład 11 Armii.
W czerwcu 1941 roku w ramach przygotowań do ataku na ZSRR włączona została w skład 3 Grupy Pancernej Grupy Armii Środek. Atak na Związek Radziecki rozpoczęła z rejonu Suwałk 22 czerwca 1941 roku o godz. 9.00. Brała udział w walkach na środkowym odcinku frontu wschodniego do grudnia 1942 roku.
W styczniu 1943 roku przesunięta na południowy odcinek frontu wschodniego, początkowo wchodziła w skład Grupy Armii Don, a później Grupy Armii Południe. W lipcu 1943 roku w składzie 4 Armii Pancernej brała udział w bitwie na łuku kurskim, walcząc w rejonie Biełgorodu, gdzie poniosła ciężkie straty. W obawie dostania się do niewoli radzieckiej, dowódca 19 DP Gustaw Schmidt 7 sierpnia 1943 pod Borisowką popełnił samobójstwo. Następnie 19 DP walczyła na terenie Ukrainy pod Kijowem, Żytomierzem i Kamieńcem Podolskim. Po ciężkich walkach wydostała się z okrążenia i 7 kwietnia 1944 roku pod Lwowem połączyła się z armią niemiecką. Utraciła jednak znaczne ilości sprzętu ciężkiego. W lipcu 1944 roku wycofana została z linii frontu i skierowana do Holandii, lecz już w sierpniu 1944 roku ponownie skierowana została do walki z Armią Czerwoną, walcząc w składzie XXXX Korpusu Pancernego.
W sierpniu 1944 roku weszła w skład 9 Armii i brała udział w walkach w rejonie Warszawy. Brała udział w walkach o przyczółek warecko-magnuszewski i w bitwie pod Studziankami, niektóre jej pododdziały wzięły udział w tłumieniu powstania warszawskiego. Za „wybitne zasługi” położone w walce z polskimi powstańcami dowódca dywizji Hans Källner otrzymał Dębowe Liście z Mieczami do Żelaznego Krzyża.
W listopadzie 1944 roku wycofana do odwodu OKH w rej. Klwaty – Dabrówka – Janiszów, z miejscem postoju sztabu w Radomiu, gdzie znajdowała się do rozpoczęcia ofensywy styczniowej w 1945 roku.
W lutym 1945 roku została skierowana na Śląsk, gdzie brała udział w walkach w składzie 17 Armii, w rejonie Nysy i Otmuchowa. Następnie wycofała się na Morawy, gdzie po przekroczeniu amerykańsko-radzieckiej linii demarkacyjnej skapitulowała w maju 1945 roku. Jeńcy zostali przekazani przez Amerykanów Armii Czerwonej. Ocalali zostali zwolnieni z niewoli przez władze radzieckie w latach 1954–1955.

## Oficerowie dowództwa dywizji
Dowódcy dywizji
- gen. wojsk panc. Otto von Knobelsdorff (1940–1942)
- gen. por. Gustav Schmidt (1942–7.08.1943†)
- gen. por. Hans Källner (1943–1944)
- gen. por. Walter Denkert (1944)
- gen. por. Hans Källner (1944–1945)
- gen. mjr Hans-Joachim Deckert (1945)

## Skład
1941
- 27 pułk pancerny (Panzer-Regiment 27)
- 19 Brygada Strzelców (Schützen-Brigade 19)
  - 73 pułk strzelców (Schützen-Regiment 73)
  - 74 pułk strzelców (Schützen-Regiment 74)
  - 19 batalion motocyklowy (Kradschützen-Bataillon 19)
- 19 pułk artylerii (Artillerie-Regiment 19)
- 19 batalion rozpoznawczy (Aufklärungs-Abteilung 19)
- 19 dywizjon przeciwpancerny (Panzerjäger-Abteilung 19)
- 19 batalion pionierów (Pionier-Bataillon 19)
- 19 batalion łączności (Nachrichten-Abteilung 19)

1943
- 27 pułk pancerny (Panzer-Regiment 27)
- 73 pułk grenadierów pancernych (Panzer-Grenadier-Regiment 73)
- 74 pułk grenadierów pancernych (Panzer-Grenadier-Regiment 74)
- 27 pułk artylerii pancernej (Panzer-Artillerie-Regiment 27)
- 19 pancerny batalion rozpoznawczy (Panzer-Aufklärungs-Abteilung 19)
- 272 dywizjon artylerii przeciwlotniczej (Heeres-Flak-Artillerie-Abteilung 272)
- 19 dywizjon przeciwpancerny (Panzerjäger-Abteilung 19)
- 19 pancerny batalion pionierów (Panzer-Pionier-Bataillon 19)
- 19 pancerny batalion łączności (Panzer-Nachrichten-Abteilung 19)

Latem 1943 dywizja posiadała 81 czołgów.